# 柳寅坤
柳 寅坤（リュ・インゴン、朝鮮語: 류인곤、1904年 - 1970年10月10日）は、大韓民国の政治家。第2代韓国国会議員。
ユ・インゴン（漢字同、유인곤）とも表記される。

## 経歴
早稲田大学政経学部卒。鮮満拓殖の社員を務めた後、1950年の第2代総選挙では大韓国民党の候補として全南霊岩郡選挙区から出馬し、民主国民党の金俊淵を破って当選した。